# Guillaume de Maleville
Pour les articles homonymes, voir Maleville (homonymie).
Guillaume-Jacques-Lucien, 3e marquis de Maleville (30 août 1805 à Sarlat  - 25 décembre 1889 à Paris), est un avocat et homme politique français.

## Biographie
Fils de Pierre-Joseph de Maleville, pair de France, il fit sa carrière dans la magistrature. Il était conseiller à la cour de Bordeaux, lorsqu'il fut élu, le 4 novembre 1837, député du 7e collège de la Dordogne (Sarlat). Il prit place dans la majorité ministérielle et fut successivement réélu, le 2 mars 1839 et le 9 juillet 1842. 
Il fut nommé, à la fin de 1843, conseiller à la cour royale de Paris, et dut se représenter, le 27 janvier 1844, devant ses électeurs, qui lui renouvelèrent son mandat. Nommé pair de France le 21 juillet 1846, il resta fidèle a la famille d'Orléans après les événements de 1848, et ne voulut pas se rallier au Second Empire. Admis à la retraite comme conseiller à la cour, le 28 avril 1863, il posa sans succès sa candidature d'opposition, le 1er juin 1863 et le 2 mai 1868, au Corps législatif, dans la 4e circonscription de la Dordogne.
Les événements de 1870 lui permirent de rentrer au parlement. Élu, le 8 février 1871, représentant de la Dordogne à l'Assemblée nationale, il fit d'abord partie de la majorité monarchiste, et se fit inscrire à la réunion Saint-Marc Girardin ; mais il se sépara nettement de la droite après le 24 mai 1873, et prit place au centre gauche. 
Le 21 décembre 1875, il fut élu sénateur inamovible, par l'Assemblée nationale,. Il s'assit au centre gauche de la Chambre haute.
À sa mort, en décembre 1889, il était depuis longtemps maire de Domme et conseiller honoraire de la cour de Paris.
Il avait épousé le 19 mai 1831 Joséphine-Louise Boucher Desnoyers, fille du baron Auguste et de Marie-Sophie Delafons, dont deux enfants : a) Son fils Ernest, époux de Marie-Gabrielle-Marthe de Beaupoil de Saint-Aulaire, acheta le château de Fénelon, qu'il fit restaurer ; un de leurs petits-enfants fut le peintre Lucien de Maleville. b) Sa fille Marie épousa Jean-Marie-Arthur, baron de Bastard de Saint-Denis.